# Готискандза
Готискандза — согласно «Гетике» Иордана, была первым поселением готов после их миграции из Скандзы в первой половине I века нашей эры. Он сообщал, что это название ещё используется в его дни (ок. 551 г.).

## Данные Иордана
Иордан рассказывает, что восточногерманское племя готов было выведено из Скандзы их королем Беригом. Когда они ступили на новую землю, они назвали местность Готискандзой. На самом медленном из трёх кораблей двигались гепиды, позже поселившиеся в «провинции Спесис на острове, окруженном мелководьем Вислы. Этот остров они назвали Гепедойос».
Вскоре они переселились в земли ругов (ульмеруги, германское племя, пришедшее в этот район еще до готов), живших на побережье, и прогнали их. Затем они победили своих новых соседей, вандалов.
Через некоторое время, когда после Берига прошло не менее четырех поколений королей, Филимер стал королем готов, и их число умножилось. Филимер решил, что готы должны покинуть Готискандзу и перейти в новый регион под названием Ойум.
Надежность данных Иордана относительно ранней готской истории была поставлена под сомнение.

## Этимология
Одна из интерпретаций Gothiscandza состоит в том, что это латинизированная форма готского gutisk-an[d]ja, «готский конец (граница)», поскольку до сюда простирались земли готов. Другая интерпретация состоит в том, что an[d]ja означает «мыс», так что всё слово означает «готский полуостров». Также возможно, что это слово является продуктом смешения слов готика и Скандинавия. Хервиг Вольфрам трактует слово как «готское побережье» и «готскую Скандию», но предпочитает последнее, считая первое «лингвистически сомнительным».

## Идентификация

### История и лингвистика
В I веке нашей эры устье Вислы описывалось как земля гутонов (Плиний Старший) или готонов (Тацит):

За лигиями живут «готоны» под властью короля; и поэтому содержались в подчинении несколько строже, чем другие германские народы, но не настолько строго, чтобы потерять всю свободу. Непосредственно к ним примыкают ругии и лемовии на берегу океана, и характерными чертами этих нескольких народов являются круглый щит, короткий меч и царственное правление.— Тацит, Германия, глава 44
Слова, данные Плинием и Тацитом, кажутся идентичными *Gutaniz, реконструированной протогерманской форме Gutans, самоназвания готов и готландцев.
Тема Gothiscandza была возрождена в немецкой науке Густавом Косинной. Несколько археологов и историков предложили теорию о том, что название Gothiscandza перешло в кашубский и другие западнославянские языки, и представляло историческое наименование Гданьска (нем. Danzig).

### Археология

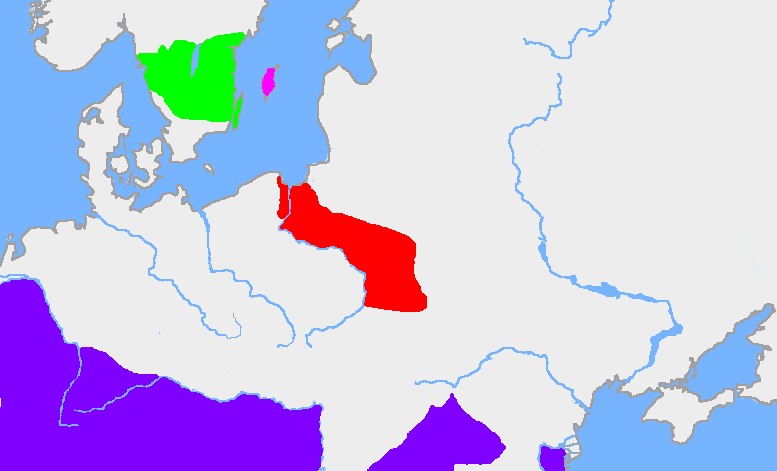
— вельбарская культура
— Готланд
— Гёталанд,

В I веке в устье Вислы появилась новая культура, названная вельбарской, вытеснившая местную оксывскую. Наиболее заметным компонентом скандинавского влияния в I веке нашей эры является введение скандинавских погребальных традиций, таких как каменные круги и стелы, показывающие, что те, кто хоронили умерших, предпочитали делать это в соответствии со скандинавскими традициями. 
Тем не менее, есть также археологические свидетельства раннего скандинавского влияния на этих территория во времена скандинавского бронзового века и доримского железного века, что, возможно, соответствует прибытию в этот регион ругиев и вандалов.
В III веке нашей эры вельбарская культура распространилась в Скифию, где сформировала готскую черняховскую культуру. 

## Скандинавская мифология
В скандинавской мифологии известно как минимум два сюжета, которые могут быть связаны с Готискандзой, а именно — Гутасага, которая может описывать миграции готов, и легенда о Даге Мудром, которая предположительно рассказывает о набегах из Скандзы.

### Гутасага
Гутасага повествует, что когда готландцы размножились так, что остров (Готланд, Готландия) уже не мог их поддерживать, они бросили жребий, результатом чего стало то, что треть жителей острова должна была его покинуть и поселиться на юге. В конце концов они поселились на земле греков:
За долгое время народ, происходивший от этих троих, так размножился, что земля не могла прокормить их всех. Потом кинули жребий, и каждого третьего выбирали на выезд, и они могли оставить все, что имели, или забрать с собой, кроме своей земли... они пошли вверх по реке Двине, в России. Они зашли так далеко, что пришли в землю греков... они поселились там, и живут там до сих пор, и до сих пор имеют что-то от нашего языка.

### Инглингаталь
Легенда о Даге Мудром может передавать предания о нападениях свеев во II-ом или III-ем веке. В скандинавских источниках упомянута территория Reidgotaland, которая связывается с готами во время их миграции.